# Archipiélago Campana
Archipiélago Campana är öar i Chile.   De ligger i regionen Región de Aisén, i den södra delen av landet, 1 700 km söder om huvudstaden Santiago de Chile.
I omgivningarna runt Archipiélago Campana växer i huvudsak blandskog. Trakten runt Archipiélago Campana är nära nog obefolkad, med mindre än två invånare per kvadratkilometer.